# Moshi-Moshi (Hallo Japan)
Moshi-Moshi (Hallo Japan) ist ein deutscher Dokumentarfilm in Farbe von Hans H. Hermann und Walter Knoop aus dem Jahr 1960. Seine Uraufführung erlebte das Werk erst im Jahr darauf am 13. Oktober. Als Sprecher ist Hans C. Daniel zu hören.

## Inhalt
Der Titel des Films, Moshi moshi, beinhaltet einen beliebten japanischen Gruß. Der Film schildert u. a., wie die Bewohner eines ländlichen Dorfes die Neujahrsnacht feiern und dabei ihre alten Rituale pflegen, eine ländliche Hochzeit in Kyushu unter den Kirschblüten des Tempelgartens, wie die Fischer am Itsukushima-Schrein von Miyajima ein Fest mit einer Prozession und Bootsrennen feiern, wie auf einer großen Werft ein riesiger Tanker gebaut wird, wie junge Mädchen auf der Insel Oshima nach essbaren Muscheln tauchen (Ama) und sich dabei vor Haifischen in Acht nehmen müssen, das japanische Hochgebirge als Paradies für Bergsteiger und Wintersportler, die Gedenkstätte in Hiroshima, Japans moderne Eisenbahnen, das Zentrum eines großen Vergnügungsbetriebes inmitten der Hauptstadt Tokio, den kaiserlichen Palast im Festungsring der Shogune, Ausschnitte aus einer Vorstellung im Kabuki-Theater mit einer altertümlichen Geisha-Szene und aus einer Revue in einem Nachtklub.

## Kritik
Das Lexikon des internationalen Films resümiert: „Zahlreiche Dokumentationen und Reportagen sind, mit Sinn für Wertung und Kontrast, locker zusammengefügt und erweitern, namentlich im Volkskundlichen, das geläufige Wissen.“

## Quelle
- Programm zum Film: Illustrierte Film-Bühne, Vereinigte Verlagsgesellschaften Franke & Co. KG, München 2, Nummer 5987